# Stützvokal
Als Stützvokal bezeichnet man in der Sprachwissenschaft einen Vokal im Auslaut, der, entgegen dem ansonsten anzunehmenden Wandelprozess, erhalten bleibt, um schwere Konsonanz zu vermeiden. Er unterscheidet sich insofern von der Epithese, als der Stützvokal etymologisch motiviert ist, während die Epithese aus lautlichen Gründen an ein Lexem angehängt wird.
Beispiele für Stützvokale sind das u in piemont. vèrmu (vgl. verme ›Wurm‹) oder das e in venez. pare (padre ›Vater‹). Während im Piemontesischen und Venetischen der unbetonte Auslautvokal in der Regel entfällt, bleibt er hier erhalten, um die schwere Konsonanz im Auslaut (*rm#, *dr#) zu vermeiden.